# Brodersby (Svans)
 For alternative betydninger, se Brodersby. (Se også artikler, som begynder med Brodersby)
Brodersby er en landsby og kommune beliggende syd for Kappel i det nordlige Svans i Sydslesvig. Administrativt hører komunnen under Rendsborg-Egernførde kreds i den nordtyske delstat Slesvig-Holsten. I kirkelig henseende hører kommunen og landsbyen under Karby Sogn (Svans Sogn). Sognet lå i Risby Herred (senere Svans godsdistrikt, Egernførde Herred), da området var dansk. Brodersby er præget af dens beliggenhed ved kysten med strande og klintkyst. Dens primære erhverv er turisme og landbrug.
Kommumen omfatter Brodersby, Dingelby, Drasbjerg (Drasberg), Høgsmark (Höxmark), Kikud (i dag en del af Schönhagen/Skønhave), Langager (Langacker), Løkkebjerg (Lückeberg), Nordhusene (i dag en del af Schönhagen/Skønhave), Nybølmark (Nübbelfeld) og Schönhagen gods (≈Skønhave, sml. gammeldansk haghi, oldnordisk hagi). Kommunen samarbejder på administrativt plan med andre kommuner i Slien-Østersøen kommunefællesskab (Amt Schlei-Ostsee).
Brodersby og Høgsmark er første gang nævnt i 1268 (Dipl. dan. 2, 2, 124). Stednavnet Brodersby er afledt af mandsnavn Broder. Der er en landsby ved samme navn øst for Slesvig ved Slien. Navnet Høgsmark henføres til høg (oldnordisk haukr).
I 1604 kom landsbyen Brodersby med Høgsmark, Nonæs, Nybøl og Olpenæs under herredømme af Ditlev von der Wisch. 

## Billeder
- Schønhagen (Skønhave) Slot
- Kikud
- Nordhusene
- Klint ved Østersøen
- Svans Sø
- Klintkyst syd for Skønhave